# اسکیل رودریگس
اِسِـکیـِل رودریگس (اسپانیایی: Ezequiel Rodríguez‎؛ زادهٔ ۱۱ آوریل ۱۹۷۷) بازیگر اهل آرژانتین است. وی از سال ۱۹۸۸ میلادی تاکنون مشغول فعالیت بوده‌است.
از فیلم‌ها یا مجموعه‌های تلویزیونی که وی در آن‌ها نقش داشته‌است، می‌توان به ویولتا و لژیونرها اشاره نمود.